# لس (زبان برنامه‌نویسی)
Less (گاهی اوقات به صورت LESS) یک زبان پویای style sheet است که می‌تواند به صورت شیوه نامه‌های آبشاری (CSS) کامپایل شود در سمت کلاینت یا سرور اجرا شود. Less توسط الکسیس سلیر طراحی شده‌است. Less از Sass تأثیر گرفته‌است و بر سینتکس جدیدتر "SCSS" از Sass تأثیر گذاشته‌است، که سازگار با سینتکس قالب‌بندی بلاک CSS-like است. Less متن‌باز است. اولین نسخهٔ آن با زبان روبی نوشته شده‌است؛ اما در نسخه‌های بعدی استفاده از روبی پایان یافت و با جاوا اسکریپت جایگزین شد. سینتکس فاصله‌گذاری Less به صورت یک فرازبان تو در تو است به صورتی که CSS معتبر یک کد معتبر Less با معانی مشابه است. Less این مکانیزم‌ها را فراهم می‌کند: متغیر، nesting, mixins, operators و توابع؛ تفاوت اصلی بین Less و سایر زبان‌های CSS پیش‌کامپایل این است که Less اجازه می‌دهد که کامپایل به صورت real-time از طریق less.js توسط مرورگر انجام شود.

## متغیرها
Less اجازه می‌دهد که متغیر تعریف شود. متغیرها در Less با یک علامت (@) تعریف می‌شوند. متغیر با یک علامت دونقطه (:) مقداردهی می‌شود.
در حین ترجمه، مقادیر متغیرها به فایل خروجی CSS وارد می‌شوند.
```
@pale
-green-color
:
 
#
4D926F
;

#
header
 
{

  
color
:
 
@
pale-green-color
;

}

h2
 
{

  
color
:
 
@
pale-green-color
;

}

```

کد بالا در Less که به کد زیر در CSS کامپایل می‌شود.
```
#
header
 
{

  
color
:
 
#4D926F
;

}

h2
 
{

  
color
:
 
#4D926F
;

}

```

## مکسین‌ها
مکسین‌ها اجازه می‌دهند که همهٔ خصوصیات یک کلاس از طریق وارد کردن نام کلاس به عنوان یکی از خصوصیاتش وارد کلاس دیگر شود، بنابراین به عنوان یک نوع ثابت یا متغیر رفتار می‌کند. همچنین می‌توانند مانند توابع رفتار کنند و آرگومان بگیرند. CSS از مکسین‌ها پشتیبانی نمی‌کند. هر کد تکرارشونده‌ای باید در جای خود تکرار شود. مکسین‌ها اجازه می‌دهند که کد کارآمدتر و تکرار در کد تمیز باشد، و همچنین تغییر کد راحت‌تر باشد.
```
.
rounded-corners
 
(
@radius
:
 
5px
 
10px
 
8px
 
2px
)
 
{

  
-webkit-
border-radius
:
 
@
radius
;

  
-moz-
border-radius
:
 
@
radius
;

  
border-radius
:
 
@
radius
;

}

#
header
 
{

  
.rounded-corners
;

}

#
footer
 
{

  
.rounded-corners(10px
 
25px
 
35px
 
0px)
;

}

```

کد بالا در Less که به کد زیر در CSS کامپایل می‌شود.
```
#
header
 
{

  
-webkit-
border-radius
:
 
5
px
 
10
px
 
8
px
 
2
px
;

  
-moz-
border-radius
:
 
5
px
 
10
px
 
8
px
 
2
px
;

  
border-radius
:
 
5
px
 
10
px
 
8
px
 
2
px
;

}

#
footer
 
{

  
-webkit-
border-radius
:
 
10
px
 
25
px
 
35
px
 
0
px
;

  
-moz-
border-radius
:
 
10
px
 
25
px
 
35
px
 
0
px
;

  
border-radius
:
 
10
px
 
25
px
 
35
px
 
0
px
;

}

```

Less یک نوع خاص از مجموعه قوانین به نام مکسین‌های پارامتری دارد که می‌تواند مانند کلاس‌ها میکس شود، اما پارامتر قبول کند.
```
#
header
 
{

  
h1
 
{

    
font-size
:
 
26
px
;

    
font-weight
:
 
bold
;

  
}

  
p
 
{

    
font-size
:
 
16
px
;

    
a
 
{

      
text-decoration
:
 
none
;

      
color
:
 
red
;

      
&:hover
 
{

        
border-width
:
 
1
px
;

        
color
:
 
#fff
;

      
}

    
}

  
}

}

```

کد بالا در Less که به کد زیر در CSS کامپایل می‌شود.
```
#
header
 
h1
 
{

  
font-size
:
 
26
px
;

  
font-weight
:
 
bold
;

}

#
header
 
p
 
{

  
font-size
:
 
16
px
;

}

#
header
 
p
 
a
 
{

  
text-decoration
:
 
none
;

  
color
:
 
red
;

}

#
header
 
p
 
a
:
hover
 
{

  
border-width
:
 
1
px
;

  
color
:
 
#fff
;

}

```

## توابع و عملیات‌ها
Less اجازهٔ تعریف عملیات‌ها و توابع را می‌دهد. عملیات‌ها اجازهٔ جمع، تفریق، تقسیم و ضرب مقادیر خصوصیت‌ها و رنگ‌ها را می‌دهد که می‌توانند برای ایجاد روابط پیچیده بین خصوصیت‌ها استفاده شوند. توابع، به صورت یک-به-یک با کد جاوااسکریپت نگاشت می‌شوند که اجازهٔ دستکاری متغیرها را می‌دهد.
```
@the
-border
:
 
1px
;

@base
-color
:
 
#
111
;

@red
:
        
#
842210
;

#
header
 
{

  
color
:
 
@
base-color
 
*
 
3
;

  
border-left
:
 
@
the-border
;

  
border-right
:
 
@
the-border
 
*
 
3
;

}

#
footer
 
{

  
color
:
 
@
base-color
 
+
 
#003300
;

  
border-color
:
 
desaturate
(
@
red
,
 
10
%
);

}

```

کد بالا در Less که به کد زیر در CSS کامپایل می‌شود.
```
#
header
 
{

  
color
:
 
#222
;

  
border-left
:
 
1
px
;

  
border-right
:
 
3
px
;

}

#
footer
 
{

  
color
:
 
#114411
;

  
border-color
:
 
#7d2717
;

}

```

## مقایسه

### Sass
هم Sass و هم Less هر دو پیش‌پردازندهٔ CSS هستند که اجازه می‌دهند کد CSS به جای قواعد استاتیک در یک ساختار برنامه‌نویسی نوشته شود.
Less الهام‌گرفته از Sass است. Sass به منظور ساده‌سازی و توسعه دادن CSS طراحی شده‌است، به طوری که چیزهایی ماند آکولاد از سینتکس حذف شده‌است. Less طراحی شده‌است تا نزدیکی به CSS ممکن باشد، و یک نتیجهٔ موجود CSS به صورت یک کد Less معتبر باشد.
نسخهٔ جدیدتر Sass نیز با سینتکس CSS-like به نام SCSS (Sassy CSS) معرفی شده‌است.
برای مقایسهٔ بیشتر سینتکس‌ها لینک زیر را ببینید: https://gist.github.com/674726.

## استفاده در سایت‌ها
Less می‌تواند به چند روش در سایت‌ها به کار برده شود. یک روش این است که یک فایل less.js وارد کد سایت شود تا در لحظه کد Less به CSS تبدیل شود. مرورگرها خروجی CSS را رندر می‌کنند. یکی دیگر از روش‌ها این است که کد Less به صورت CSS خالص رندر شود و در CSS سایت قرار بگیرد. در این روش فایل‌های .less آپلود نمی‌شوند و سایت نیازی به مبدل جاوااسکریپتی less.js ندارد

## نرم‌افزارLess
| نام                                                              | توضیحات                                                                                     | مجوز نرم‌افزاری               | سکو                             | کارکرد                                      |
| ---------------------------------------------------------------- | ------------------------------------------------------------------------------------------- | ---------------------------- | ------------------------------- | ------------------------------------------- |
| WinLess                                                          | کامپایلر گرافیکی Less                                                                       | مجوز آپاچی ۲٫۰               | ویندوز                          | کامپایلر                                    |
| Crunch                                                           | ویرایشگر و کامپایلر Less (به Adobe AIR نیاز دارد)                                           | پروانه عمومی همگانی گنو      | ویندوز، مک                      | ویرایشگر کامپایلر                           |
| less.js-windows                                                  | ابزار کامندلاین ساده برای ویندوز که فایل‌های .less را به وسیلهٔ less.js به CSS کامپایل می‌کند. | پروانه ام‌آی‌تی                | ویندوز                          | کامپایلر                                    |
| less.app                                                         | کامپایلر Less                                                                               | نرم‌افزار انحصاری             | مک                              | کامپایلر                                    |
| CodeKit                                                          | کامپایلر Less                                                                               | نرم‌افزار انحصاری             | مک                              | کامپایلر                                    |
| LessEngine                                                       | کامپایلر Less                                                                               | آزاد                         | OpenCart Plugin                 | کامپایلر                                    |
| SimpLESS بایگانی‌شده در ۲۹ ژوئیه ۲۰۱۳ توسط Wayback Machine        | کامپایلر Less                                                                               | free but no explicit license | ویندوز مک گنو/لینوکس            | کامپایلر                                    |
| Chirpy بایگانی‌شده در ۲۱ آوریل ۲۰۱۳ توسط Wayback Machine          | کامپایلر                                                                                    | Ms-PL                        | افزونهٔ Less برای ویژوال استودیو | کامپایلر                                    |
| Mindscape Web Workbench                                          | Syntax highlighting and IntelliSense for Less and Sass                                      | نرم‌افزار انحصاری             | افزونهٔ ویژوال استودیو           | کامپایلر Syntax Highlighting                |
| Eclipse Plugin for Less                                          | افزونهٔ اکلیپس                                                                               | EPL 1.0                      | افزونهٔ اکلیپس                   | Syntax highlighting Content assist کامپایلر |
| mod_less                                                         | Apache2 module to compile Less on the fly                                                   | متن‌باز                       | گنو/لینوکس                      | کامپایلر                                    |
| grunt-contrib-less                                               | Node.js Grunt task to convert Less to CSS                                                   | متن‌باز                       | Node.js                         | کامپایلر                                    |
| Web Essentials بایگانی‌شده در ۱۱ نوامبر ۲۰۱۶ توسط Wayback Machine | افزونهٔ ویژوال استودیو که Less و Sass را پشتیبانی می‌کند                                      | مجوز آپاچی ۲٫۰               | ویندوز                          | Syntax highlighting Content assist کامپایلر |
| clessc                                                           | Pure C++ compiler                                                                           | پروانه عمومی همگانی گنو      | آخرین نسخهٔ ویندوز مک گنو/لینوکس | کامپایلر                                    |